# Henry George Thomas Perry
Pour les articles homonymes, voir Henry Perry et Perry.
Henry George Thomas Perry (18 mars 1889-26 décembre 1959,) est un homme politique canadien de la Colombie-Britannique. Il est député provincial libéral de la circonscription britanno-colombienne de Fort George de 1920 à 1928 et de 1933 à 1945.
Il est vice-président de 1924 à 1928, président de 1934 à 1937, ainsi que ministre de l'Éducation dans le cabinet du premier ministre John Hart de 1941 à 1945.

## Biographie
Né à Whitwick dans le Leicestershire en Angleterre, Perry étudie à Coalville et Loughborough. Arrivant au Canada en 1910, il s'établit à Prince George en 1912.
Il entame une carrière publique en servant comme maire de Prince George de 1917 à 1918, ainsi qu'en 1920 et 1924.
Dans le domaine du journalisme, il fait l'acquisition et devient éditeur du Fort George Tribune, du The Prince George Citizen, du The Nechako Chronicle et du Prince Rupert Daily News.
Perry meurt d'une crise cardiaque à Victoria en décembre 1959 à l'âge de 70 ans.